# Sidelhorn
Das Sidelhorn ist ein 2764 m ü. M. hoher Berg im Massiv der Berner Alpen in der Schweiz. Es liegt auf der Grenze der Kantone Wallis und Bern sowie auf der Europäischen Hauptwasserscheide.
Der Gipfel kann zu Fuss vom Grimselpass aus erreicht werden. Vom Gipfel aus geniesst man einen weiten Panoramablick über die Berner und Walliser Alpen und die Gletscher und Seen des Grimselgebietes.

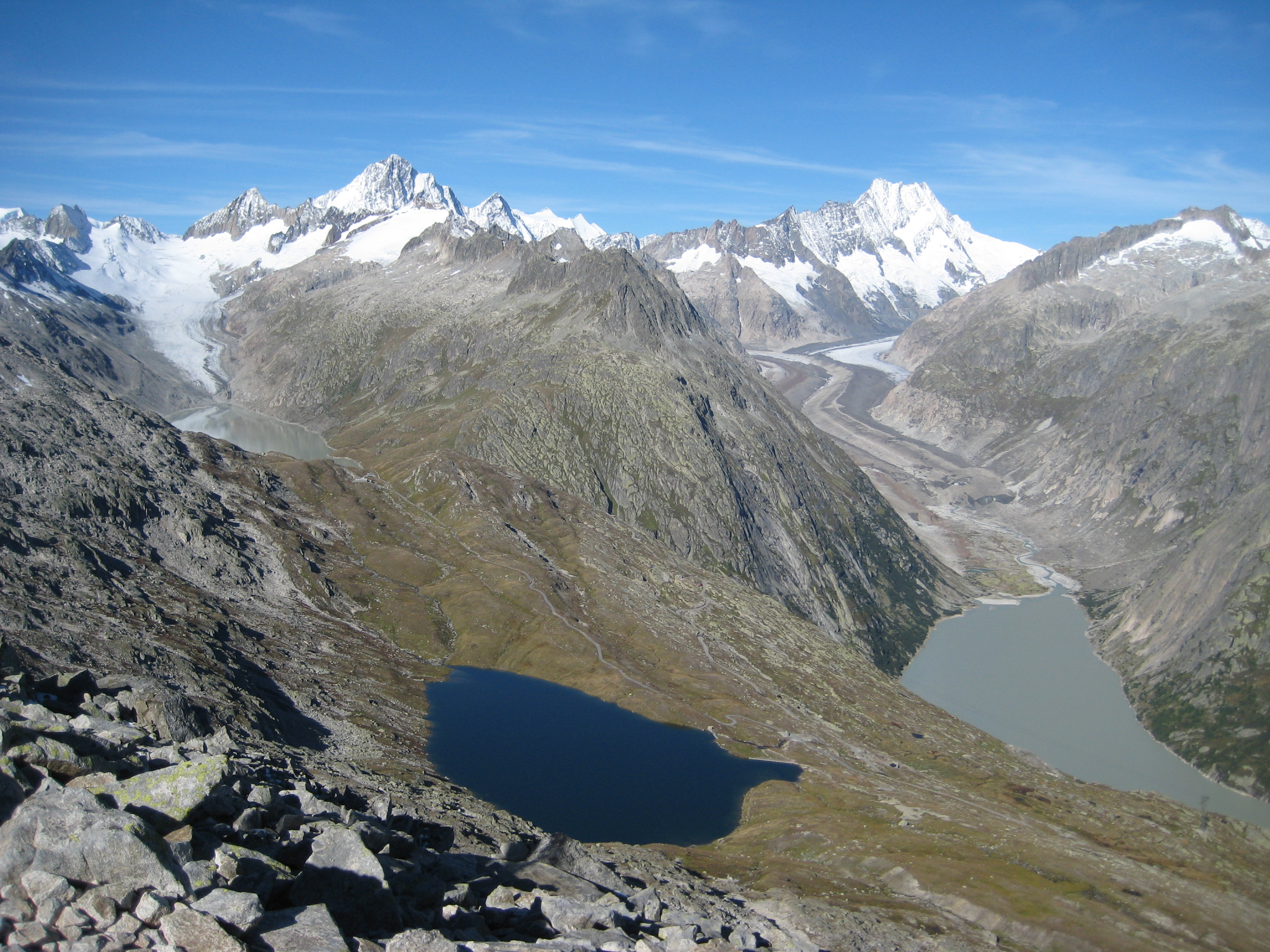
Blick vom Sidelhorn aus: Links Oberaargletscher und Trübtensee, rechts Unteraargletscher und Grimselsee. Berggipfel: Finsteraarhorn, Schreckhorn und Lauteraarhorn.